# Ernest Alfred Wallis Budge

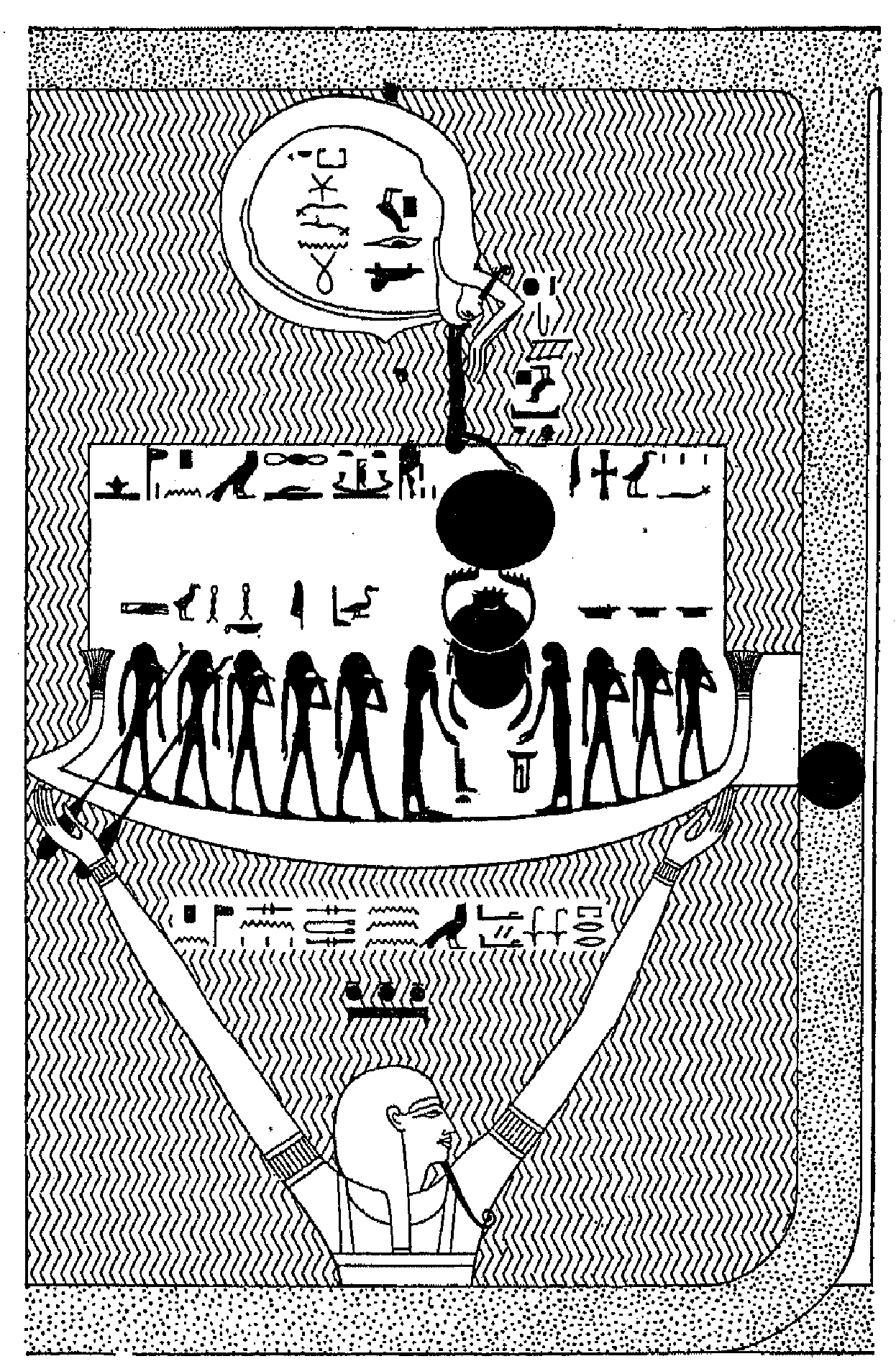
Illustrazione tratta dal Egyptian Ideas Of The Future Life di Budge, pubblicato nel 1908

Sir Ernest Alfred Thompson Wallis Budge (Bodmin, 27 luglio 1857 – 23 novembre 1934) è stato un egittologo, filologo e orientalista inglese che lavorò per il British Museum e pubblicò numerose opere sul vicino Oriente antico.

## Gioventù
E.A. Wallis Budge nacque a Bodmin, in Cornovaglia, da Mary Ann Budge, una giovane il cui padre era cameriere in un hotel di Bodmin. Il padre di Budge non è mai stato identificato. Budge lasciò la Cornovaglia quando era ancora giovane, e si trasferì a Londra con la nonna e la zia.
Budge si interessò alle lingue prima ancora di avere dieci anni ma, dato che abbandonò la scuola a dodici anni nel 1869 per lavorare come impiegato nella ditta di rivendita al dettaglio WH Smith, fu solo nel tempo libero che poté studiare ebraico e siriaco, con l'aiuto di un tutor volontario chiamato Charles Seeger. Budge iniziò a studiare l'antica lingua accadica nel 1872, quando cominciò a passare il tempo libero presso il British Museum. Il tutor di Budge lo presentò al custode delle antichità orientali, il pioniere di egittologia Samuel Birch, ed al suo assistente, l'assiriologo George Smith. Smith aiutò occasionalmente Budge con l'assiro, mentre Birch permise al giovane di studiare le tavolette di scrittura cuneiforme nel suo ufficio, e recuperò dalla British Library alcuni libri sul Medio Oriente da fargli leggere, come il Nineveh and Its Remains  di Austen Henry Layard.
Tra il 1869 ed il 1878 Budge passò tutto il tempo libero presso la WH Smith studiando assiro, e spesso camminando fino alla cattedrale di san Paolo durante la pausa pranzo per studiare. Quando l'organista di san Paolo, John Stainer, notò il duro lavoro di Budge, decise di aiutarlo a realizzare il suo sogno di svolgere una professione che gli permettesse di studiare l'assiro. Stainer contattò il datore di lavoro di Budge, il membro conservatore del parlamento W.H. Smith, e l'ex primo ministro liberale William Ewart Gladstone, chiedendo loro di aiutare il giovane. Sia Smith che Gladstone accettarono di aiutare Stainer a raccogliere i soldi per permettere a Budge di frequentare l'università di Cambridge, dove Budge in seguito studiò lingue semitiche, tra cui ebraico, siriaco, etiope e arabo dal 1878 al 1883, proseguendo per proprio conto anche con l'assiro. In questi anni Budge lavorò a stretto contatto, tra gli altri, con il famoso studioso di lingue semitiche William Wright.

## Carriera presso il British Museum
Budge entrò al British Museum nel rinominato Dipartimento di antichità egizie ed assire nel 1883 e, anche se fu inserito nella sezione assira, si trasferì presto a quella egizia, dove iniziò a studiare la lingua egizia con Samuel fino alla morte di quest'ultimo, avvenuta nel 1885. Budge continuò a studiare l'egizio col nuovo custode, Peter le Page Renouf, finché questo non andò in pensione nel 1891. Durante la sua permanenza al museo conobbe Dorothy Eady, incoraggiandola a studiare i geroglifici egizi.
Tra il 1886 ed il 1891 Budge fu incaricato dal British Museum di investigare sul perché le tavolette cuneiformi provenienti dai siti del British Museum in Iraq, che si supponeva dovessero essere custodite dai dipendenti locali del museo, fossero invece esposte nelle collezioni degli antiquari londinesi. Il British Museum stava acquistando queste collezioni di proprie tavolette ad un prezzo gonfiato rispetto agli standard di Londra, ed il principale bibliotecario del museo, Edward Bond, chiese a Budge di trovare la fonte di questa perdita e di chiuderla. Bond chiese anche a Budge di stabilire contatti con gli antiquari iracheni per poter acquistare qualsiasi cosa fosse disponibile nei mercati locali a prezzo ridotto. In questo periodo Budge viaggiò fino ad Istanbul per ottenere dal governo ottomano il permesso di riaprire gli scavi del museo in questi siti iracheni, per poter cercare eventuali altre tavolette rimaste sepolte.
In questi anni trascorsi presso il British Museum, Budge tentò anche di allacciare rapporti con gli antiquari egizi ed iracheni in modo da reperire antichità per il museo senza dover sopportare i costi degli scavi, uno dei metodi preferiti durante il XIX secolo per la creazione della collezione di un museo. Budge tornò dalla propria missione con enormi collezioni di tavolette cuneiformi, siriache, copte e manoscritti greci, oltre ad importanti collezioni di papiri geroglifici. Forse i suoi più importanti ritrovamenti di quel periodo furono il papiro di Ani, una copia della Costituzione degli Ateniesi perduta di Aristotele e le tavolette di Amarna. Le prolifiche e ben organizzate acquisizioni di Budge permisero al British Museum di avere le migliori collezioni del mondo di oggetti relativi al vicino oriente antico, e l'assiriologo Archibald Sayce disse a Budge nel 1900, "... Che rivoluzione hai fatto nel dipartimento orientale del museo! Ora è una vera storia della civiltà in una serie di oggetti..."
Budge divenne assistente custode nel suo dipartimento dopo che Renouf andò in pensione nel 1891, e fu confermato custode nel 1894, posizione che ricoprì fino al 1924, specializzandosi in egittologia. Budge e gli altri direttori dei musei europei consideravano una questione di orgoglio nazionale il fatto di avere la miglior collezione mondiale di oggetti egizi ed assiri, e tra loro si instaurò una tremenda competizione. I direttori di questi musei ed i loro dipendenti locali contrabbandarono antichità racchiudendoli in valigie diplomatiche, corrompendo funzionari doganali o semplicemente andando da amici e connazionali dell'Egyptian Service of Antiquities per chiedergli di lasciare aperta la loro valigetta di antichità. Mentre era custode si distinse per la gentilezza e la pazienza con cui trattava i giovani visitatori del British Museum. Fu una delle sole due persone a cui Mike, il famoso gatto del British Museum, permetteva di dargli da mangiare.

## Letteratura e carriera sociale
Budge fu anche un prolifico scrittore, e viene ricordato soprattutto per le sue opere nel campo della religione egizia e dei geroglifici. I libri sulla religione egizia sono unici per il fatto che in essi Budge sostiene che la religione di Osiride sia originaria degli indigeni africani: "Non vi sono dubbi", disse in Osiris and the Egyptian Resurrection (1911).
L'idea di Budge che la religione egizia fosse essenzialmente identica alle religioni dei popoli dell'Africa centrale e nordorientale fu etichettata dai colleghi come impossibile, dato che quasi tutti in quel periodo concordavano con Flinders Petrie, il quale sosteneva che la cultura egizia derivasse da una razza invasiva caucasica definita razza dinastica, che avrebbe conquistato l'Egitto nella tarda preistoria introducendo la cultura del faraone.
Le opere di Budge furono molto apprezzate dal pubblico e da coloro che cercavano dati comparativi etnologici tra cui James Frazer, che riutilizzò alcune delle idee di Budge su Osiride nel suo Il ramo d'oro. Budge era attratto dal paranormale e credeva nell'esistenza di spiriti e infestazioni. Aveva molti amici nel Ghost Club (British Library, Manuscript Collections, Ghost Club Archives), un gruppo di Londra dedito allo studio di religioni alternative e del mondo spirituale, e raccontò ai suoi numerosi amici storie di infestazioni ed altre strane esperienze. Molti dei contemporanei che seguivano l'occulto e lo spiritualismo dopo aver perso la fede cristiana lessero le opere di Budge, in particolare la sua traduzione del Libro egizio dei morti, che divenne particolarmente importante per scrittori quali il poeta William Butler Yeats e James Joyce. Le opere di Budge sulla religione egizia vengono pubblicate di continuo da quando sono entrate nel pubblico dominio, soprattutto per il fatto che lo stesso Budge fosse uno dei sostenitori del cristianesimo liberale, ed un fedele delle religioni comparative.
Budge fu membro dal 1891 del club letterario Savile Club di Londra, fondato dall'amico Henry Rider Haggard nel 1889. Era ambito come ospite a cena nella Londra del tempo, e le sue storie divertenti e gli aneddoti divennero famosi nel suo entourage. Il ragazzino nato povero era richiesto tra i letterati e gli aristocratici. Cercò la compagnia di gente facoltosa, molti dei quali conobbe quando donarono al British Museum scarabei e statuette che avevano acquistato durante una vacanza in Egitto. Budge non rinunciò mai ad un invito presso una casa di campagna in estate o a Londra per le feste natalizie.
Anche se i suoi libri restano ampiamente accessibili, l'accuratezza della traduzione è migliorata nei dettagli dai giorni di Budge, assieme ad una significativa revisione delle datazioni. Lo stile letterario comune dell'epoca, la mancanza di una distinzione netta tra opinioni e fatti conclamati, non si nota più nelle ultime versioni dei suoi lavori.
Budge fu nominato cavaliere nel 1920 per i suoi incredibili risultati nel mondo dell'egittologia e per il lavoro presso il British Museum. Nello stesso anno pubblicò la propria autobiografia, By Nile and Tigris. Si ritirò dal British Museum nel 1924, e visse fino al 1934 continuando a pubblicare libro dopo libro fino al suo ultimo lavoro, From Fetish to God in Ancient Egypt (1934). Nel suo testamento Budge decise di fondare la Lady Wallis Budge Junior Research Fellowships and graduate scholarships a Cambridge e Oxford, che ancora oggi continua a sostenere i giovani egittologi all'inizio della loro carriera.

## Fellow di ricerca "Lady Wallis Budge"
Uno dei voleri lasciati da Budge nel suo testamento è stata l'istituzione del fellow di ricerca "Lady Wallis Budge" e di borse di studio post lauream nelle università di Oxford e di Cambridge che a tutt'oggi continuano ad aiutare i giovani egittologi all'inizio della loro carriera.

## Nella cultura di massa
- Il romanziere Henry Rider Haggard dedicò a Budge il proprio romanzo Morning Star (1910).
- Budge viene citato brevemente nel film Stargate, quando l'egittologo Daniel Jackson commenta la cattiva traduzione dell'iscrizione sul coperchio di pietra sotto il quale è stato ritrovato lo stargate, presumendo che sia stata fatta con il vocabolario redatto da Budge. In effetti, il dizionario egizio di Budge è considerato ampiamente superato dagli esperti.[10][11]
- Budge viene spesso citato, anche se appare in scena solo una volta, nella serie di romanzi di Elizabeth Peters (l'egittologa Barbara Mertz) con protagonista Amelia Peabody. Secondo il dogmatico marito di Amelia, Emerson, Budge è uno scarso archeologo e un saccheggiatore superficiale dell'Egitto. Gli stessi romanzi fanno riferimento anche a Flinders Petrie, che non appare mai sulla scena, come archeologo scrupoloso e scientifico, rivale di Emerson.
- La scrittrice per ragazzi Edith Nesbit dedicò a Budge il proprio romanzo The Story of the Amulet (1906).
- Budge appare come personaggio principale nel 2005 in un documentario di History Channel, The Egyptian Book of the Dead.

## Alcune opere di Wallis Budge
- 1885. The Dwellers On The Nile: Chapters on the Life, Literature, History and Customs of the Ancient Egyptians (The Religious Tract Society)
- 1885. The Sarcophagus of Ānchnesrāneferȧb, Queen of Ȧḥmes II, King of Egypt. (Whiting and Co., Londra)
- 1888. The Martyrdom and Miracles of St. George of Cappodocia: The Coptic Texts, (D. Nutt, Londra)
- 1889. Easy Lessons in Egyptian Hieroglyphics with Sign List, Londra; 2ª ed. circa 1910.Egyptian Language: Easy Lessons in Egyptian Hieroglyphics with Sign List. (Londra: Kegan Paul, Trench, Trübner & Company, Limited. ristampa Londra: Routledge and Kegan Paul Limited, 1966; ristampa New York: Dover Publications, 1983)
- 1893. The Book of Governors: The Historia Monastica of Thomas, Bishop of Margâ, A. D. 840; Edited from Syriac Manuscripts in the British Museum and Other Libraries, Volume I e II. (Londra: Kegan Paul, Trench, Trübner & Company, Limited)
- 1894. The Mummy: A Handbook of Egyptian Funerary Archaeology. 2ª ed. Cambridge: Cambridge University Press. (ristampa New York: Dover Publications, 1989)
- 1895. The Book of the Dead: The Papyrus of Ani in the British Museum; the Egyptian Text with Interlinear Transliteration and Translation, a Running Translation, Introduction, etc.[Londra]: British Museum. (ristampa New York: Dover Publications, 1967)
- 1895 First steps in Egyptian: a book for beginners, K. Paul, Trench, Trübner & Co., ltd., 1895,  p. 321, ISBN. URL consultato il 6 luglio 2011.
- 1895  First steps in Egyptian: a book for beginners, K. Paul, Trench, Trübner & Co., ltd., 1895,  p. 321, ISBN. URL consultato il 6 luglio 2011.
- 1896  An Egyptian reading book for beginners: being a series of historical, funereal, moral, religious and mythological texts printed in hieroglyphic characters, together with a transliteration and a complete vocabulary, K. Paul, Trench, Trübner & Co., ltd., 1896,  p. 592, ISBN. URL consultato il 6 luglio 2011.
- 1896  An Egyptian reading book for beginners, K. Paul, Trench, Trübner & co., ltd., 1896,  p. 592, ISBN. URL consultato il 6 luglio 2011.
- 1897. "'The Laughable Stories Collected by Mar Gregory John Bar-Hebraeus", (ristampa Gorgias Press, 2004, ISBN 1-59333-123-1)
- 1899 Easy lessons in Egyptian hieroglyphics with sign list, Volume 3 of Books on Egypt and Chaldaea, K. Paul, Trench, Trübner, 1899,  p. 246, ISBN. URL consultato il 6 luglio 2011.
- 1899. Egyptian Magic. (London, Kegan Paul. Reprinted New York, Citadel Press, 1997)
- 1900. Egyptian Religion. (Londra. ristampa New York, Bell Publishing, 1959)
- 1902. A History of Egypt from the End of the Neolithic Period to the Death of Cleopatra VII, B.C. 30: Egypt and her Asiatic Empire. (Henry Frowde -Oxford University Press, American Branch, New York)
- 1904. The Gods of the Egyptians, or, Studies in Egyptian Mythology. 2 vol. (Londra: Methuen & Co. ltd. ristampa New York: Dover Publications, 1969)
- 1904. The Book of Paradise: Being the Histories and Sayings of the Monks and Ascetics of the Egyptian Desert. 2 vol. (Londra, 1904)
- 1904. The Decrees of Memphis and Canopus, in three volumes; volume 1, The Rosetta Stone.  Books on Egypt and Chaldaea, vol. 17.  (Londra: Kegan Paul, Trench, Trübner & Company, Limited, 1904.)
- 1904. The Decrees of Memphis and Canopus, in three volumes; volume 2, The Rosetta Stone.  Books on Egypt and Chaldaea, vol. 18.  (Londra: Kegan Paul, Trench, Trübner & Company, Limited, 1904.)
- 1904. The Decrees of Memphis and Canopus, in three volumes; volume 3, The Decree of Canopus.  Books on Egypt and Chaldaea, vol. 19.  (Londra: Kegan Paul, Trench, Trübner & Company, Limited, 1904.)
- 1905. The Egyptian Heaven and Hell. 3 vols. Books on Egypt and Chaldaea 20–22. (Londra: Kegan Paul, Trench, Trübner & Company, Limited. ristampa New York: Dover Publications., 1996)
- 1907. The Egyptian Sudan, Its History and Monuments. (Londra, Kegan Paul ristampa New York, AMS Press, 1976).
- 1907. The Nile: Notes for Travellers in Egypt. (Thos. Cook & Son, Londra (10ª Ed.)
- 1908. The Book of the Kings of Egypt: Dynasties I-XIX (Vol. I) and Dynasties XX-XXX (Vol. II) Books on Egypt and Chaldaea 23–24. (Londra: Kegan Paul, Trench, Trübner & Company, Limited. ristampa New York: AMS Press, 1976)
- 1911. Osiris and the Egyptian Resurrection, Illustrated after Drawings from Egyptian Papyri and Monuments, Volumes I e II. (Londra: P. L. Warner. ristampa New York: Dover Publications, 1973)
- 1912  Legends-Of-The-Gods includes-The Legend of the destruction of mankind .(Londra: Kegan Paul, Trench, Trübner & Company, Limited)
- 1913. The Papyrus of Ani: A Reproduction in Facsimile. The Medici Society, Ltd., Londra
- 1914. Coptic Martyrdoms etc. In Dialect of Upper Egypt,(Vol. 1). British Museum.
- 1914. Coptic Martyrdoms etc. In Dialect of Upper Egypt,(Vol. 2). British Museum.
- 1920. By Nile and Tigris Archiviato il 21 novembre 2008 in Internet Archive.: A Narrative of Journeys in Egypt and Mesopotamia on Behalf of the British Museum Between the Years 1886 and 1913. 2 vols. (Londra, John Murray. ristampa New York: AMS Press, 1975).
- 1920. An Egyptian Hieroglyphic Dictionary, With an Index of English Words, King List and Geographical List with Index, List of Hieroglyphic Characters, Coptic and Semitic Alphabets, etc.. (Londra: John Murry. ristampa New York: Dover Publications., 1978)
- 1922. The Queen of Sheba & her only son Menyelek; being the history of the departure of God & His Ark of the covenant from Jerusalem to Ethiopia, and the establishment of the religion of the Hebrews & the Solomonic line of kings in that country.( Londra, Boston, Mass. [etc.] The Medici Society, limited.)
- 1928. The Divine Origin of the Craft of the Herbalist. London, The Society of Herbalists (ristampa New York, Dover Books, 1996)
- 1928. A History of Ethiopia: Nubia and Abyssinia. (ristampa Oosterhout: Anthropological Publications, 1970)
- 1929. The Rosetta Stone in the British Museum: The Greek, Demotic and Hieroglyphic Texts of the Decree Inscribed on the Rosetta Stone Conferring Additional Honours on Ptolemy V Epiphanes (203–181 B.C.). Londra: The Religious Tract Society. (ristampa New York: Dover Publications, 1989)
- 1929. "Mike, The cat who assisted in keeping the main gate of the British Museum from February 1909 to January 1929", R. Clay & Sons, Ltd., Bungay, Suffolk
- 1932a. The Chronicle of Gregory Abû'l Faraj, 1225–1286, the Son of Aaron, the Hebrew Physcian, Commonly Known as Bar Hebraeus; Being the First Part of His Political History of the World, Translated from Syriac. 2 vol. Londra: Oxford University Press. (ristampa Amsterdam: Apa-Philo Press, 1976)
- 1932b. The Queen of Sheba and Her Only Son, Menyelek (I); Being the "Book of the Glory of Kings" (Kebra Nagast), a Work Which is Alike the Traditional History of the Establishment of the Religion of the Hebrews in Ethiopia, and the Patent of Sovereignty Which is Now Universally Accepted in Abyssinia as the Symbol of the Divine Authority to Rule Which the Kings of the Solomonic Line Claimed to Have Received Through Their Descent from the House of David; Translated from the Ethiopic. 2ª ed. 2 vol. (Londra: Oxford University Press.)
- 1934. From Fetish to God in Ancient Egypt. Oxford University Press (ristampa New York, Dover Books, 1988)
- 1934. The Wit and Wisdom of the Christian Fathers of Egypt. (Oxford, 1934)